# Kurów (gromada)
Kurów – dawna gromada, czyli najmniejsza jednostka podziału terytorialnego Polskiej Rzeczypospolitej Ludowej w latach 1954–1972.
Gromady, z gromadzkimi radami narodowymi (GRN) jako organami władzy najniższego stopnia na wsi, funkcjonowały od reformy reorganizującej administrację wiejską przeprowadzonej jesienią 1954 do momentu ich zniesienia z dniem 1 stycznia 1973, tym samym wypierając organizację gminną w latach 1954–1972.
Gromadę Kurów z siedzibą GRN w Kurowie (wówczas osadzie) utworzono – jako jedną z 8759 gromad na obszarze Polski – w powiecie puławskim w woj. lubelskim na mocy uchwały nr 14 WRN w Lublinie z dnia 5 października 1954. W skład jednostki weszły obszary dotychczasowych gromad Brzozowa Gać, Płonki i Szumów oraz miejscowości Kurów osada miejska, Józefów kol. i Kurów kol. z dotychczasowej gromady Kurów ze zniesionej gminy Kurów w tymże powiecie. Dla gromady ustalono 27 członków gromadzkiej rady narodowej.
1 stycznia 1959 do gromady Kurów włączono obszar zniesionej gromady Chrząchów w tymże powiecie.
1 stycznia 1960 do gromady Kurów włączono obszar zniesionej gromady Dęba oraz wsie Barłogi, Łąkoć i Mała Kłoda ze zniesionej gromady Kłoda w tymże powiecie.
1 lutego 1961 do gromady Kurów włączono wsie Kłoda i Zastawie z gromady Markuszów w tymże powiecie.
Gromada przetrwała do końca 1972 roku, czyli do kolejnej reformy gminnej. 1 stycznia 1973 w powiecie puławskim reaktywowano gminę Kurów.